# ヘルマン・ティルケ
ヘルマン・ティルケ（Hermann Tilke、1954年12月31日 - ）はドイツ人建築家。1990年代以降に新設・改修されたサーキットの設計者として知られる。

## 来歴
1984年、建築、土木工学、電子工学の三者を併用し、モータースポーツやその他の種々のプロジェクトに最適なソリューションを提供するため、ティルケエンジニアリングを設立した。
1990年代以降、F1サーキットはそのステータスを保つため、毎年おびただしい数の変更と安全のための改良を必要としている。ティルケはエステルライヒリンク（現レッドブル・リンク）の改修を手がけて以降、F1開催地の決定を取り仕切るバーニー・エクレストンの信任を得て、それらの契約をことごとく勝ち取ることに成功している。
これらの事業から、サーキット専業のデザイナーと思われがちであるが、実際にはそれ以外の建築デザインや、大規模な都市開発を含めた総合的なデザインを幅広く手がけている建築家である。
ティルケ自身はアマチュアドライバーとしてニュルブルクリンク24時間レースにも出場するなどのキャリアを持っている。

## サーキットデザインの特徴

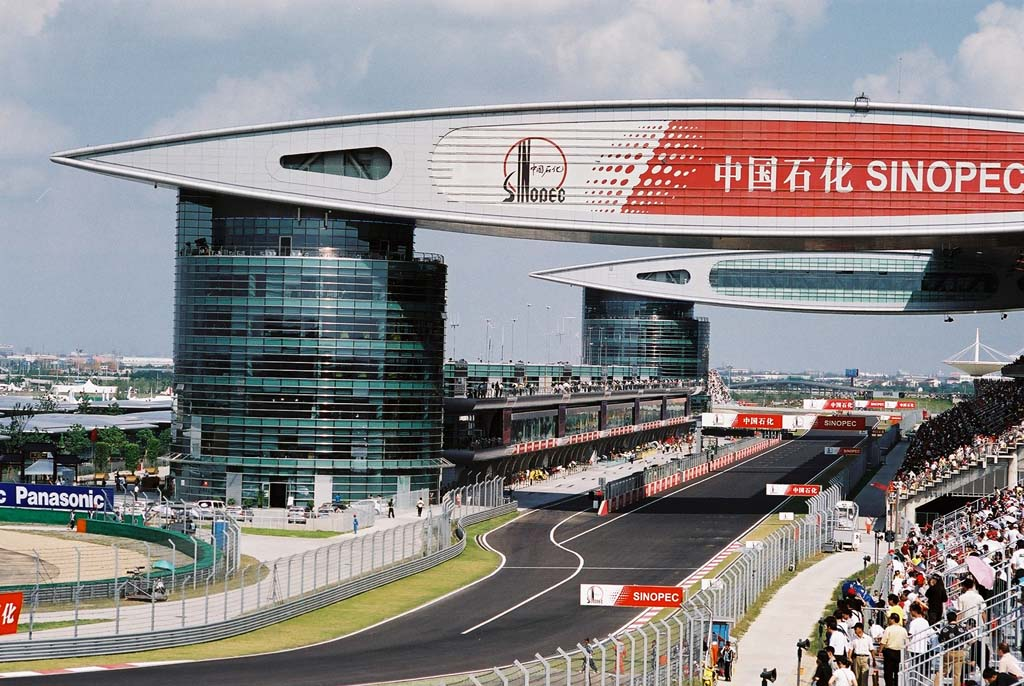
上海のホームストレート上に架けられた巨大な回廊

エンターテインメント的要素
ティルケが設計したサーキットには「ストレートへの加速に影響するトリッキーなコーナー」「幅員の広いロングストレート」「ストレートエンドの低速コーナー（シケインやヘアピン）」といった配置が見られる。現代のレーシングカー（とりわけF1マシン）は空力などの影響によりコース上でのオーバーテイクが困難になっているが、これらの区間ではスリップストリームを利用し、コース幅を利用して前走車に並びかけ、ブレーキングでオーバーテイクを仕掛けるような機会が生まれるよう意図されている。
また、地形のアップダウンや路面のカント（傾斜）の変化、コーナーが連続するテクニカルセクションといった、ドライバーのミスを誘う要素も加えようとしている。
安全性
レーシングカーの高速化に対応して、競技者と観客保護のために高度な安全対策を重視した設計が多い。コースサイドのランオフエリアが非常に広く、マシンを制動できるよう、グラベル（砂）ではなくターマック（舗装）を採用している。また、タイヤバリアに代わり、"SAFER"と呼ばれる衝撃吸収性能の高い素材も導入している。
現代的な施設

レーシングチームの規模拡大・取材メディアの増加などに対し、古典的なサーキットではピットやパドックの旧式化、スペースの狭さなどが問題となる。ティルケが手掛けたサーキットは関係者用施設が充実しており、ゲスト用の豪華なホスピタリティ設備も備えている。
各国の意匠
それぞれのサーキットに於いて、その国柄などを反映したデザインを盛り込むというコンセプトを多用する。機能的ながら印象に残るユニークさもティルケの持ち味である。
- 上海では、コースレイアウト自体が漢字の｢上｣を象っている他、ホームストレートを跨ぐホスピタリティ施設の断面にユリの葉の形を盛り込んでいる。
- セパンでは、グランドスタンドの屋根が｢バナナの葉｣を模した物になっており、更にスタンドの一角には｢ハイビスカスの花｣を模した屋根を採用している。さらにユニークな事は、このスタンドがティルケいわく｢パックマン｣のようにコースの内部に飲み込まれたような形態になっている。
- 富士では和風のデザインとして、折鶴や神社仏閣の屋根などのモチーフを随所に盛り込んでいる。

## 評価
セパンや、イスタンブール、ブッダなどの新設サーキットは、攻め甲斐のあるコースとしてドライバーから好評を得ている。中でもイスタンブールの「ターン8」は、スパのオー・ルージュや鈴鹿の130Rと並ぶ、度胸試しの超高速コーナーとして賞賛されている。また、近年では珍しい反時計回りのコースも比較的多い。ティルケ設計のサーキットは増加の一方であり、2016年にアゼルバイジャン・バクーで開催されるヨーロッパグランプリ（2017年以降はアゼルバイジャングランプリ）も市街地を用いた設計である。
しかし、ティルケがデザインしたサーキットはロングストレートとコーナー区間という全体的なバランスが共通しているため、規格化された印象を与えがちである（全長も5km〜5.5km程度と共通している）。スパや鈴鹿などのオールドコースの魅力と比較され、一部では｢ティルケ・サーキット｣と揶揄されている。ティルケが設計したサーキットでのF1開催数が増えるにつれ、こうした批判も増えている。
また、テレビ中継では目に付きにくいが、改修後の富士の1コーナー観客席で指摘されたように、コースサイドからマシンが見難くなる傾向がある。取材するカメラマンにとっても撮影場所がコースから遠く、迫力あるシーンが撮り難いという不満がある。ただ、オールドコースよりは安全性は抜群でセーフティーカーが本選中皆無であったサーキットも珍しくなく、信頼を勝ち得ているのは事実である。
元F1チャンピオンのジャッキー・スチュワートはF1でオーバーテイクが減った原因のひとつとして、サーキットのランオフエリアが広くなり過ぎたことを挙げている。「一言で言うと、新しいサーキットはそれぞれ互いのコピーのようにそっくりで、（ドライバーが）ミスの代償を払わずに済む傾向にある」と指摘し、ティルケについて「彼はF1に快適さと豪華さをもたらし、ある意味では素晴らしい仕事をした。しかし残念ながら観客のためには十分な仕事をしていないのではないかと思う」と批評している。
また、ヤス・マリーナやバレンシア市街地コースのように、レイアウトの問題でオーバーテイクがほとんど見られないサーキットもある。レーシングカー・デザイナーのマイク・ガスコインは、砂漠に建設されたヤス・マリーナやバーレーンを指して、「立地的に自由裁量で作れたはずなのに、退屈きわまりないレースが行われているのは残念だ」と述べている。

## 設計を担当したサーキット
出典

### 新設したF1サーキット
- 1999年 セパン・インターナショナル・サーキット
- 2004年 バーレーン・インターナショナル・サーキット
- 2004年 上海インターナショナルサーキット
- 2005年 イスタンブール・パーク
- 2008年 バレンシア市街地コース
- 2008年 マリーナ・ベイ・ストリート・サーキット  （コンセプト）
- 2009年 ヤス・マリーナ・サーキット
- 2010年 韓国インターナショナルサーキット
- 2011年 ブッダ・インターナショナル・サーキット
- 2012年 サーキット・オブ・ジ・アメリカズ
- 2014年 ソチ・オートドローム
- 2016年 バクー市街地コース
- 2020年 ハノイ市街地コース
- 2021年 ジッダ市街地コース
- 2023年 ラスベガス・ストリート・サーキット

### 改修
- 1996年 A1リンク
- 2001年 ザクセンリンク
- 2002年 ホッケンハイムリンク
- 2002年 ニュルブルクリンク
- 2002年 ポール・リカール・サーキット
- 2005年 富士スピードウェイ
- 2007年 カタロニアサーキット  （グランドスタンド）
- 2015年 エルマノス・ロドリゲス・サーキット

### F1以外
- 2007年 ブカレスト・リンク
- 2009年 モーターランド・アラゴン
- 2012年 モスクワ・レースウェイ
- 2014年 チャーン・インターナショナル・サーキット
- 2019年 イゴラ・ドライブ
- 2023年 THE MAGARIGAWA CLUB